# Montclar (Aude)
Montclar [mɔ̃klaʁ] ist eine französische Gemeinde mit 177 Einwohnern (Stand 1. Januar 2022) im Département Aude in der Region Okzitanien. Sie gehört zum Arrondissement Carcassonne und zum Kanton Carcassonne-3.

## Nachbargemeinden
Nachbargemeinden von Montclar  sind  Villarzel-du-Razès im Norden, Preixan im Osten, Rouffiac-d’Aude im Südosten, Cépie im Süden und Villarzel-du-Razès im Westen.

## Bevölkerungsentwicklung
| Jahr      | 1962 | 1968 | 1975 | 1982 | 1990 | 1999 | 2013 |
| Einwohner | 162  | 151  | 139  | 155  | 159  | 172  | 166  |